# Aterrados
Pour plus de détails, voir Fiche technique et Distribution.
Aterrados est un film argentin réalisé par Demián Rugna, sorti en 2017.

## Fiche technique
Sauf indication contraire, les informations mentionnées dans cette section peuvent être confirmées par la base de données cinématographiques IMDb,  présente dans la section « Liens externes ».
- Titre français : Aterrados
- Réalisation, scénario et musique : Demián Rugna
- Décors : Laura Aguerrebehere
- Costumes : Gabriela Varela Laciar et Pheonia Veloz
- Photographie : Mariano Suárez
- Montage : Lionel Cornistein
- Pays d'origine : Argentine
- Format : Couleurs - 2,39:1 - Dolby Digital
- Genre : horreur
- Durée : 87 minutes
- Dates de sortie :
  - Mexique : 27 octobre 2017 (Morbido Film Fest)
  - Argentine : 3 mai 2018
  - France : 18 octobre 2021 (Netflix)

## Distribution
- Maximiliano Ghione : commissaire Funes
- Norberto Gonzalo : Jano
- Elvira Onetto : Mora Albreck
- George L. Lewis : Rosentock
- Julieta Vallina : Alicia
- Demián Salomón : Walter

## Récompenses
- Fantastic Fest 2018 : meilleur film d'horreur[1]
- Fangoria Chainsaw Awards 2019 : meilleur film en langue étrangère[2]